# Aron Winter
Aron Mohamed Winter (* 1. März 1967 in Paramaribo, Suriname) ist ein ehemaliger niederländischer Fußballspieler und heutiger Trainer.

## Karriere

### Verein
Bevor er sich mit 19 Jahren Ajax Amsterdam anschloss, spielte er beim Amateurklub SV Lelystad. Mit den Amsterdamern gewann er 1990 die Meisterschaft der Ehrendivision, 1987 und 1988 den KNVB-Pokal sowie den Pokal der Pokalsieger 1988 und den UEFA-Pokal 1992. Mit diesem Titel verabschiedete er sich in Richtung Lazio Rom, wohin er 1992 wechselte.
In Rom galt er für die Fans zu Anfang als unwillkommen. Winter war erster schwarzer Spieler des Vereins. Bei Spielen wurde er meist im defensiven Mittelfeld eingesetzt, da die Spielmacher-Position von „Enfant Terrible“ Paul Gascoigne besetzt wurde. In seinen vier Jahren bei Lazio konnte die Mannschaft keinen Titel gewinnen.
Winter wechselte 1996 zu Inter Mailand. Hier gewann er 1998 den UEFA-Pokal und spielte mit Spielern wie Roberto Baggio, Giuseppe Bergomi oder Gianluca Pagliuca. Trotz der prominenten Besetzung blieb es der einzige Titel des Teams während Winters Zeit bei Inter.
Winter kam in den beiden UEFA-Pokal-Finalspielen 1997 gegen den FC Schalke 04 zum Einsatz, wobei er im Rückspiel im entscheidenden Elfmeterschießen verschoss und so den Schalkern den Pokal überlassen musste.
Nach drei Jahren in Mailand wechselte er 1999 zurück zu Ajax Amsterdam. Im Jahr 2001 wurde er nach einem Streit mit Trainer Co Adriaanse zu Sparta Rotterdam ausgeliehen. Nach einem Jahr in Rotterdam verbrachte er aber die Saison 2002/03 wieder in Amsterdam und beendete im Sommer 2003 seine Karriere.

### Nationalmannschaft
Sein Debüt in der Nationalmannschaft gab Winter am 25. März 1987 mit nur 20 Jahren beim 1:1 gegen Griechenland. Ein Jahr später wurde er für die EM in Deutschland nominiert. Die Nationalmannschaft gewann in diesem Jahr ihren einzigen internationalen Titel.
Er spielte sowohl bei den folgenden drei Europameisterschaften 1992, 1996 und 2000 für die Niederlande als auch bei den Weltmeisterschaften 1990, 1994 und 1998. Nach der EM 2000, bei der das Oranje-Team im Halbfinale ausschied, beendete Winter seine Nationalmannschafts-Karriere nach sieben Turnieren und 84 Länderspielen, in denen er sechs Tore geschossen hatte.
Am 29. Juni 2000 brach er mit seiner 84. und letzten Partie Ruud Krols' Rekord für die meisten Spiele im Nationaldress. Dieser Rekord hielt jedoch nicht lange und bereits am 15. November 2000 wurde Winter von Frank de Boer überholt.

## Trainer
Nachdem Winter seit 2006 beim AFC Ajax zunächst als Trainer der zweiten Mannschaft und dann als Verantwortlicher für die U-19 des Clubs gearbeitet hatte, wechselte er im Januar 2011 zum kanadischen Verein Toronto FC in die nordamerikanische Major League Soccer. Dort wurde er am 7. Juni 2012 entlassen.
Nachdem er im September 2022 bereits als Übergangstrainer der surinamischen Fußballnationalmannschaft für den Fußballverband gewirkt hatte, ist er seit dem 22. März 2023 offizieller Trainer der Nationalmannschaft. Die Dauer der endgültigen Verpflichtung ist noch nicht bekannt, aber eines der Ziele von Winter mit Suriname ist die Qualifikation für die Fußball-Weltmeisterschaft 2026.

## Erfolge

### Verein
- Niederländischer Meister mit Ajax Amsterdam: 1990, 2002
- KNVB-Pokal mit Ajax Amsterdam: 1987, 2002
- Europapokal der Pokalsieger mit Ajax Amsterdam 1987
- UEFA-Cup 1992 mit Ajax Amsterdam und 1998 mit Inter Mailand

### Nationalmannschaft
- Europameister: 1988